# Tim O'Brien
 (avril 2023).
Si vous disposez d'ouvrages ou d'articles de référence ou si vous connaissez des sites web de qualité traitant du thème abordé ici, merci de compléter l'article en donnant les références utiles à sa vérifiabilité et en les liant à la section « Notes et références ».
Pour les articles homonymes, voir O'Brien.
Œuvres principales
- À la poursuite de Cacciato
- À propos de courage

William Timothy O'Brien, dit Tim O'Brien, né le 1er octobre 1946 à Austin dans le Minnesota, est un écrivain américain. Il raconte, pour l'essentiel, son expérience de la guerre du Viêt Nam et de l'impact de cette guerre sur les soldats américains qui y ont combattu.

## Biographie
Tim O'Brien a une sœur et un frère. Alors qu'il a douze ans, la famille déménage à Worthington (Minnesota). La ville est située sur le lac Okabena, dans la partie occidentale de l'État, et servira de cadre à certains de ses récits, en particulier dans le roman The Things They Carried.
O'Brien est diplômé en sciences politiques de Macalester College, où il a été président de l'association des étudiants, en 1968. Cette même année, il est enrôlé dans l'armée américaine et envoyé à Viêt Nam, où sert de 1968 à 1970 dans le 5e bataillon de la 23e division d'infanterie. Sa division comprenait l'unité qui fut impliquée dans le massacre de Mỹ Lai.
Après avoir terminé son service, O'Brien poursuit ses études supérieures à l'université Harvard et effectue un stage au Washington Post. Sa carrière d'écrivain est lancée en 1973 avec la sortie de If I Die in a Combat Zone, Box Me Up and Ship Me Home, où il raconte son expérience de la guerre. Il y écrit :
« Est-ce que le fantassin peut enseigner quelque chose d'important à propos de la guerre, simplement parce qu'il y a été ? Je ne le pense pas. Il peut raconter des histoires de guerre. »
Bien qu'O'Brien insiste sur le fait qu'il n'est pas de son ressort de discuter des raisons politiques de la guerre du Viêt Nam, il fait parfois passer des commentaires. Parlant des années plus tard de son éducation et de la guerre, il considère sa ville natale comme 
« une ville qui se félicite, jour après jour, de sa propre ignorance du monde : une ville qui nous a mis dans le Viêt Nam. Les gens de cette ville qui m'ont envoyé à cette guerre […] ne pouvaient pas épeler le mot "Hanoi" si vous leur enleviez les trois voyelles. »
Une caractéristique dans l'œuvre d'O'Brien est l'indistinction entre fiction et réalité : ses textes contiennent des détails réels de situations qu'il a vécues.
O'Brien vit dans le centre du Texas, où il élève ses jeunes fils. Il enseigne à l'université du Texas-San Marcos.

### Prix
- 1979 : National Book Award pour Going After Cacciato
- 1995 : James Fenimore Cooper Prize pour la meilleure fiction historique pour In the Lake of the Woods
- Août 2012 : Dayton Literary Peace Prize Lifetime Achievement Award

## Œuvres
- If I Die in a Combat Zone, Box Me Up and Ship Me Home (1973)
  - Trad. Si je meurs au combat. Mettez-moi dans une boîte et renvoyez-moi à la maison, 13e Note, 2011
- Northern Lights (1975)
- Where Have You Gone, Charming Billy? (1975)
- Going After Cacciato (1978)
  - Trad. À la poursuite de Cacciato, Plon « Feux croisés », 1990 ; 10/18, 2001
- The Nuclear Age (1985)
  - Trad. Bernard Ferry, En attendant la fin du monde, Presses de la Renaissance, 1987 ; 10/18, 1997
- The Things They Carried (1990)
  - Trad. À propos de courage, 1992 ; Gallmeister « Totem », 2011 prix du Meilleur livre étranger en 1993
- In the Lake of the Woods (1994)
  - Trad. Au lac des bois, Plon « Feux croisés », 1996 ; 10/18, 1999
- Tomcat in Love (1998)
  - Trad. Matou amoureux, Plon « Feux croisés », 2000 ; 10/18, 2003
- July, July (2002)
  - Trad. Juillet, juillet, Flammarion, 2004